# Хайнал, Джон
Джон Хайнал , урождённый Хайнал-Коньи (Hajnal-Kónyi, [ ˈhɒjnɒl ˈkoːɲi ]; 26 ноября 1924 — 30 ноября 2008) — британский учёный венгерского происхождения — демограф и математик (статистик), член Британской академии.
Хайнал наиболее известен названной в его честь линии «от Ленинграда до Триеста», разделяющей западноевропейскую и восточноевропейскую модели брака.

## Биография
Хайнал родился в венгерской еврейской семье в городе Дармштадте, в то время — столице народной земли Гессен в Веймарской Германии.
В 1936 году его родители покинули нацистскую Германию и поместили `1его в квакерскую школу в сельской местности Нидерландов, пока сами с двумя дочерьми устраивались в Великобритании.
В 1937 году Джон воссоединился со своими родителями и младшими сёстрами в Лондоне, где поступил в школу университетского колледжа в Хэмпстеде.
В 16 лет Джон поступил в Баллиол-колледж в Оксфорде.
В 1943 году он получил в Оксфорде степень по экономике, философии и политике. Его навыки в области математики на академическом уровне были в основном автодидактическими.
Первым рабочим местом Джона была Королевская комиссия по народонаселению, из которой его в дальнейшем, как специалиста по демографии, пригласили на работу в ООН в Нью-Йорк.
После Второй мировой войны Хайнал работал в Организации Объединенных Наций, а затем в Управлении демографических исследований Принстонского университета.
В Нью-Йорке Джон познакомился с уроженкой Берлина Ниной Ланде (англ. Nina Lande), с которой они поженились в 1950 году и прожили вместе до её смерти в 2008 году, за это время у них родились три дочери и сын.
После свадьбы Джон перешёл на неполный рабочий день и изучал математику, поскольку у него не было диплома по математике, и ему не хватало математических знаний в его работе как демографа. В то же время его жена преподавала и родила первого ребёнка.
В 1953 году он вернулся в Соединенное Королевство и стал работать статистиком в Манчестерском университете, где занимался медицинской статистикой.
В 1956 году Джон получил работу преподавателя в Лондонскую школу экономики, и жена с детьми переехали к нему в Лондон.
В 1966 году он избран членом Британской академии.
В 1966 году Хайнал занял должность старшего преподавателя (англ. promoted reader) в Лондонской школе экономики, а с 1975 по 1986 годы, до выхода на пенсию, работал там же профессором, преподавал статистику.
Джон Хайнал был болен лимфомой и умер в 2008 году. Его жена пережила его на 7 месяцев.

## Вклад в науку
Джон Хайнал был специалистом  по марковским цепям.
В 1965 г. Хайнал опубликовал работу, в которой описал обнаруженную им границу в Европе, которая исторически разделяла ранние браки с большим количеством детей на востоке от более поздних браков и меньшими семьями на западе. Эта граница идёт от северо-западного побережья России (от Ленинграда, ныне — Санкт-Петербурга) на юго-восток к Триесту.. В этой знаковой статье Хайнал описал историческую модель брака в Северной и Западной Европе, где люди вступали в брак поздно, а многие взрослые оставались одинокими. В дальнейшем эта исторически сложившаяся демографическая граница получила название «Линия Хайнала» в его честь.

## Карьера
- Королевская комиссия по народонаселению, 1944—1948 годы.
- Организация Объединённых Наций, Нью-Йорк, 1948—1951 годы.
- Управление демографических исследований Принстонского университета, 1951—1953 годы.
- Манчестерский университет, 1953—1957 годы.
- Лондонская школа экономики и политических наук, 1957—1986 (Преподаватель с 1966 пр 1975; профессор статистики с 1975 по 1986).
- Приглашенный товарищ-коммонер, Тринити-колледж, Кембридж, 1974—1975 годы.
- Приглашенный профессор, Университет Рокфеллера, 1981 год.

Джон Хайнал был членом Международного статистического института и членом Британской академии.

## Семья
Супруга: Нина Ланде (англ. Nina Lande) (брак заключён в 1950 году).

Четверо детей: три дочери и сын.

На момент смерти в 2008 году — трое внуков.